# عقرب (فیلم ۲۰۰۰)
عقرب (انگلیسی: Bichhoo) فیلمی هندی است که در سال ۲۰۰۰ منتشر شد. از بازیگران آن می‌توان به بابی دیول و رانی موکرجی اشاره کرد.
این فیلم از روی فیلم لئون حرفه‌ای ساخت سال ۱۹۹۴ اقتباس شده‌است.